# Gerhard Böhm (Afrikanist)
Gerhard Böhm (* 1954) ist ein österreichischer Philologe, Afrikanist und Hochschullehrer.
Er wurde 1983 an der Universität Wien promoviert, habilitierte sich dort 1987 und lehrte am Institut für Afrikanistik der Universität Wien. Viele seiner Publikationen erschienen in den Beiträgen zur Afrikanistik.

## Veröffentlichungen (Auswahl)
- Suffixkonjugation. Zur Aussagebildung in den "Hamitensprachen". Vorläufige Studien über den Bau des Prädikats in den erythräischen Sprachen, der Ful-Sprache und der Sprache der Hottentotten. Ein grammatikhistorischer Beitrag zur Hamitenfrage. VWGÖ, Wien 1987 (Dissertation).
- Die Sprache der Aithiopen im Lande Kusch. Wien 1988.